# Abbrandgeschwindigkeit
Die Abbrandgeschwindigkeit r beschreibt den stationären Abbrand eines Explosivstoffs. Sie wird meist in mm/s angegeben. Die Druckabhängigkeit des Abbrands eines Explosivstoffs beschreibt das Viellesche Gesetz
{\displaystyle r=ap^{n}}
mit a dem exponentiellen Faktor ([a] = mm/(s·Pan)), welcher den Einfluss der Temperatur auf die Abbrandgeschwindigkeit angibt, p dem herrschenden Druck ([p] = Pa) und n dem dimensionslosen Druckexponenten.
Das Produkt aus Ladedichte, spezifischer Energie und Abbrandgeschwindigkeit ist die Brisanz (Chemie).
Die Vielleschen Parameter einer Treibladung sind die Hauptkriterien, nach denen die Treibladungen für den jeweiligen Zweck ausgewählt werden.
In kurzläufigen Waffen (Pistolen und Revolver) werden Treibladungsmittel mit hoher Abbrandgeschwindigkeit (offensive Pulver) genutzt. Auch für Schrotpatronen werden Treibladungen mit hoher Abbrandgeschwindigkeit verwendet. 
Für Langwaffen, und solche, die hohe Geschossmassen beschleunigen müssen, benutzt man eher langsam abbrennende Treibladungsmittel, sogenannte progressive Pulver.
Die Abbrandgeschwindigkeit wird unter anderem durch folgende Parameter beeinflusst:
- Chemische Zusammensetzung
- Oberflächenbeschaffenheit
- Additive (Abbrandmodifikatoren)
- Temperatur
- Druck

## Quelle
| Dieser Artikel basiert auf dem Artikel Abbrandgeschwindigkeit aus der freien Enzyklopädie WaffenWiki und steht unter der GNU-Lizenz für freie Dokumentation. In der WaffenWiki ist eine Liste der Autoren verfügbar. |